# 연합회의
연합 회의 혹은 미국 소집회의(Congress of the Confederation, United States in Congress Assembled)는 1781년 3월 1일~ 1789년 3월 4일까지 미국의 수뇌부 역할을 했다. 연합 회의는 미국 13개 식민지 각 연방 의회에 의해 임명된 대의원으로 구성되었으며, 제2차 대륙 회의의 뒤를 잇는 조직이었다. 미국 독립 전쟁의 의사 결정 주체로서 기능을 해 온 대륙회의가 제안한 연합규약이 비준 완료되자 제2차 대륙회의를 그래로 이어받아, 대의원도 그대로 연합회의의 대의원되었다. 연합회의는 또한 미국 연방 회의의 전신이다.

## 역할
1781년 3월 1일 미국 독립 전쟁의 막바지에 연합회의가 시작되었다. 전쟁 자체는 1781년 10월 요크타운 전투에서 영국군의 항복으로 거의 종결되었다. 영국군은 뉴욕을 계속 점령하는 한편, 연합회의가 지명하여 파리에 파견한 미국 대표단과 휴전 협정 협상을 벌였다. 1783년, 파리 조약이 체결되어, 독립 전쟁은 끝났다. 영국군이라는 외부 위협이 제거되자, 연합회의 국내 통솔력이 약해졌고, 회의 정족수를 모으는 것조차도 어려운 상황이 이어졌다. 연합회의는 연합규약의 비준에 의해 만들어진 것이지만, 연합 규약의 비준에도 3년 이상의 세월을 소요되었다. 그 사이에 각 연방은 독립 주로서의 체계를 정비해 왔기 때문에, 연합회의의 권위는 하락되었다. 그럼에도 불구 연합회의는 중요한 법안을 속속 확정해 나갔다. 이 시기의 중요한 법안은 1787년의 북서부 영토의 귀추를 결정하는 〈북서부 조례〉가 있었다.
연합회의가 많은 문제를 안고, 그 방식과 진행 방식에 의문이 제기되자 연합규약의 개정을 위한 회의가 1787년에 소집됐다. 이 회의는 도중에 성격을 바꾸어 협회 규약 대신에 헌법을 제정하는 것이 되었다. 헌법 제정 회의는 미국 헌법의 초안이 만들어졌고, 연합회의가 각 연방의 이것을 보내 비준을 받았으며, 1788년 6월에 연합규약의 규정에서 요구된 9개 연방의 비준을 얻어 헌법이 성립되었다. 1788년 9월 12일, 연합 회의는 미국 최초의 대통령 선거의 선거인을 선택하여, 1789년 1월 7일을 대통령 선거일을 2월 4일로 정했다. 미국 헌법은 1789년 3월 4일일부터 효력을 발생하였다.
연합회의는 다른 일정을 확정하면서, 또한 1개월 동안 역할을 계속했다. 1788년 10월 10일이 마지막 정족수에 도달한 개최일이 되었다. 1789년 새로운 헌법 하에 제1회 미국 의회가 개최되면서 연합회는 그 역할을 끝냈다.

## 같이 보기
- 대륙회의